# سوچا (رود)
سوچا رودی است که به دریای آدریاتیک می‌ریزد. این رود از شمال شرق ایتالیا و غرب اسلوونی می‌گذرد. طول آن ۱۳۸ کیلومتر (۸۶ مایل) است. دره این رود محل وقوع نبردهای زیادی از جنگ جهانی اول در ایتالیا بوده‌است.